# Święty Sawa

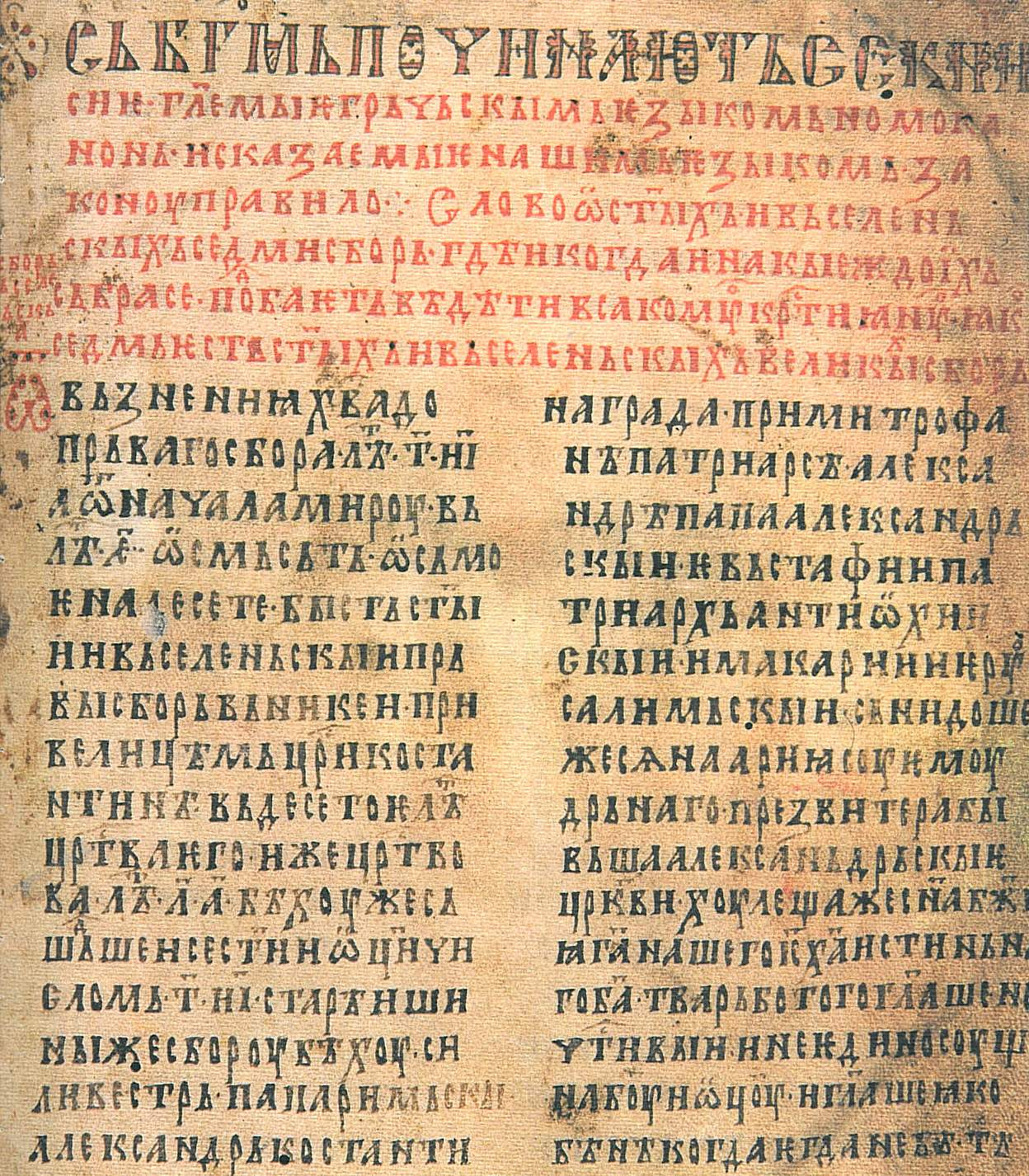
Najstarszy zapis św. Sawy Nomokanon z 1262, wykonany w klasztorze św. Michała Archanioła w Ilovica k. Tivat

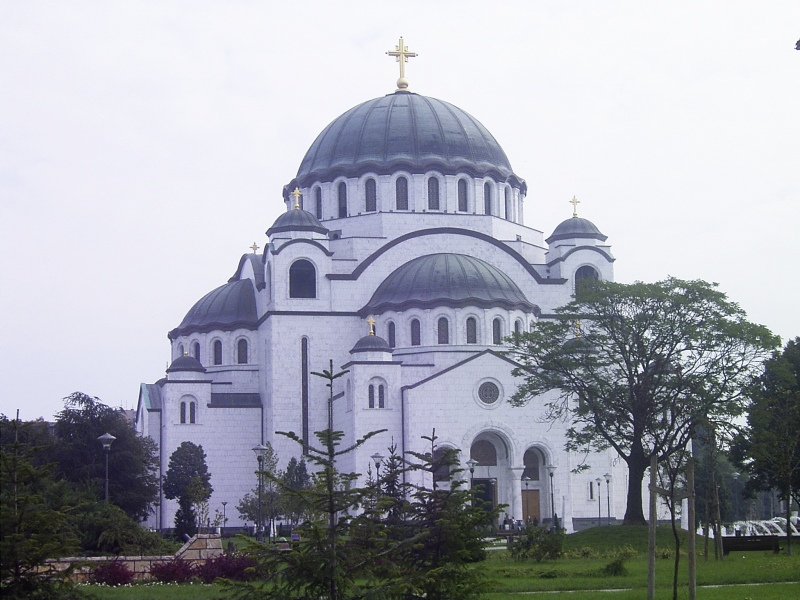
Cerkiew św. Sawy w Belgradzie

Święty Sawa (Sava), Sawa Pierwszy, właśc. Rastko Nemanjić, serb. Сава Немањић , cs. Swiatitiel Sawwa, pierwyj archijepiskop Sierbski (ur. 1175 lub 1176 w Stari Ras [Стари Рас] w Raszce, zm. 14 stycznia 1235 w Tyrnowie w Bułgarii) – pierwszy arcybiskup Serbii (od 1219), jeden z najważniejszych świętych Serbskiego Kościoła Prawosławnego. Czczony jako święty także w kościele katolickim. Autor tekstów religijnych.

## Życiorys
Sawa urodził się jako trzeci syn twórcy serbskiego państwa Stefana Nemanji. Na chrzcie otrzymał imię Rastko (odpowiednik polskiego Rościsława). W wieku 15 lat został, decyzją ojca, księciem humskim. Według źródeł hagiograficznych Rastko zbiegł jednak ze swojego księstwa po nie więcej niż dwóch latach sprawowania władzy, pod wpływem spotkania z ruskim mnichem z monasteru św. Pantelejmona na Athosie. Udał się razem z nim do wymienionego monasteru, z którego przeniósł się następnie do klasztoru Watopedi w celu nauki języka greckiego. Złożył wówczas wieczyste śluby zakonne, przyjmując imię Sawa.
W 1208 mnich Sawa, żyjący na stałe już w serbskim monasterze Chilandar na Athosie, przybył do monasteru Studenica z relikwiami ojca, zmarłego w 1200 na Athosie jako mnich Symeon i nieformalnie uznanego za świętego. Objął godność archimandryty monasteru Studenica, dla którego opracował szczegółową regułę, spisał również żywot ojca, którego w 1209 kanonizował. Doprowadził do zażegnania konfliktu między braćmi: Stefanem i Wukanem. W Serbii przebywał do 1216, gdy jego brat, wielki żupan serbski Stefan ożenił się z Anną Dandolo, wnuczką doży weneckiego Enrico Dandolo. W geście protestu wyjechał wówczas ponownie do klasztoru Chilandar. Współpracę z bratem nawiązał ponownie, gdy ten zmienił kierunek swojej polityki na probizantyjski. Przyczynił się wówczas do autokefalizacji arcybiskupstwa serbskiego (potwierdzonej w 1229) i sam został jego pierwszym zwierzchnikiem (1219). W swojej działalności umacniał zasadę ścisłej współpracy państwa z Cerkwią. Po czterech latach zrzekł się tej godności na rzecz ucznia, Arseniusza I.
Zmarł w Tyrnowie podczas powrotu z Nicei 14 stycznia 1235 r.

## Dzieła
Sawa był oryginalnym twórcą serbskiej literatury. Jest autorem tekstów religijnych, wśród których najbardziej znany jest Żywot Simeona i Służba św. Simeonowi. Redagował bądź tłumaczył typikony (reguły). Jest też autorem zbioru praw (Nomokanon) oraz reguły czytania psałterza. Razem z uczniami, jakich wobec siebie zgromadził, stworzył tzw. szkołę świętosawską.

## Patronat
Jest patronem Serbów oraz edukacji i medycyny.

## Dzień obchodów
Cerkiew prawosławna wspomina św. Sawę dwukrotnie:
- 12/25 stycznia[7], tj. 25 stycznia według kalendarza gregoriańskiego (rocznica śmierci),
- 30 sierpnia/12 września, tj. 12 września (Sobór świętych hierarchów serbskich)[8].

Serbska Cerkiew Prawosławna w Lucernie (SPC, Luzerin) wspomina Świętego 14/27 stycznia tj. 27 stycznia, pomimo że w zapisach religijnych podany jest dzień 12 stycznia.

## Ikonografia
W ikonografii św. Sawa przedstawiany jest w tradycyjnym typie świętego biskupa. Jest starym mężczyzną z dosyć długą brodą (kasztanową lub siwą), często charakterystycznie równo ścięta pod kątem prostym. Odziany jest w liturgiczne szaty biskupie, zazwyczaj ozdobione dużymi krzyżami. Prawą rękę unosi w błogosławieństwie, w lewej trzyma Ewangelię.

## Kult
Jego nieformalny kult pojawił się natychmiast po śmierci. Pochowany został w Cerkwi Czterdziestu Męczenników w Tyrnowie.
6 maja 1237 r. z rozkazu króla Władysława ciało świętego zostało przeniesione do klasztoru Mileševa.
Z tej okazji w 1237 r. jego nieznany z imienia uczeń napisał Służbę na przeniesienie ciała św. Savy, jedno z dzieł średniowiecznej literatury serbskiej. Na zamówienie króla Stefana Urosza I powstał hagiograficzny Żywot świętego Sawy, napisany w połowie wieku XIII (1243 lub 1254) przez atoskiego mnicha Domentijana.
Oficjalna kanonizacja Sawy odbyła się w 1253 r.
Imieniem Sawy nazwano dwa ordery serbskie: Order św. Sawy, ustanowiony w 1882 r. przez króla Serbii Milana I i kościelny Order św. Sawy, ustanowiony ok. 1976 przez Serbski Kościół Prawosławny.
Kult św. Sawy jest żywy szczególnie w Serbii oraz wśród Serbów żyjących poza granicami kraju. Uległ on znacznemu zmieszaniu z mitami narodowymi związanymi z tą postacią, co sprawia, iż św. Sawa jest nie tylko czczony przez Serbski Kościół Prawosławny, ale i gloryfikowany jako twórca narodu serbskiego, zwłaszcza przez polityków i filozofów związanych z koncepcją świętosawia. W hagiograficznych opracowaniach poświęconych tej postaci, jak również tekstach politycznych na ten temat, św. Sawa określany był jako „zbiorowe imię narodu”, „ojciec serbskiego narodu”, „agapista”, „apostoł”, „największy architekt bogoczłowieczej kultury prawosławnej”. Biskup Mikołaj (Velimirović) uważał św. Sawę za twórcę serbskiej myśli narodowej i człowieka, który najpełniej łączył specyficzne cechy duchowości chrześcijańskiego Wschodu i Zachodu.